# Pjaželka
Pjaželka (in russo Пяжелка?) è un centro abitato dell'Oblast' di Vologda, situato nel Babaevskij rajon. La popolazione era di 829 abitanti al 2002.

## Geografia
Si trova a 110 km da Babaevo. Nižnjaja Nožema è l'area rurale più vicina.